# Saprosites sulcatus
Saprosites sulcatus är en skalbaggsart som beskrevs av Edgar von Harold 1869. Saprosites sulcatus ingår i släktet Saprosites och familjen Aphodiidae. Inga underarter finns listade i Catalogue of Life.